# Alfred Leyman
Alfred Leyman (Exeter, 27 de septiembre de 1856-Honiton, 21 de febrero de 1933) fue un acuarelista nacido en el condado de Devon, Reino Unido, cuyos trabajos reflejaron muchos aspectos de la vida rural de Devon, entre finales del siglo XIX y principios del siglo XX.
Fue hijo único de John Francis Leyman, marino mercante, artista y fotógrafo, y de Mary Ann Leyman. Pasó la mayor parte de sus primeros años de vida en Exeter, donde conoció, en 1887, a Kate Gauntlett y donde se casó con ella. Tuvieron una hija, Mary, nacida en Honiton en 1887.
Se mudó a Honiton en 1888. En 1893 fue nombrado profesor de arte en la escuela Allhallows, un empleo que conservó hasta su muerte.
Leyman exhibió sus acuarelas solo a nivel local. En 1906, en la exposición anual de Devon y Exeter, que tuvo lugar en la Galería de Arte Elands, expuso dieciséis de sus obras. Enfocó su trabajo a los paisajes rurales, marinas, puertos entre ellas, si bien también hizo retratos, escenas de la vida cotidiana de Devon y Cornualles y algunos escasos ejemplos de paisajes de Dorset y Somerset. Recorrió centenares de kilómetros con su caja de pinturas y su caballete.
Un cierto número de sus obras han sido vendidas en subastas.
Falleció en Honiton en 1933 a la edad de 76 años. Su hija Mary no se casó y vivió en la residencia familiar hasta su fallecimiento en 1963.